# Vicente Llobregat
Vicente Llobregat Vicedo (Alicante; 28 de octubre de 1932-Caracas; 6 de agosto de 2011) fue un árbitro de fútbol venezolano nacido en España.

## Trayectoria
Empezó en 1968 y en la Copa Libertadores 1971 debutó como árbitro de la FIFA. El 20 de mayo de 1974, fue notificado que participaría en la Copa del Mundo, y lo hizo un mes después, al estar en el partido del que Italia venció a Haití 3-1.
Con esta labor, se convirtió en el primer venezolano en pitar en la máxima cita mundialista. Su último encuentro internacional fue el duelo de Perú 2-Colombia 0 el 16 de agosto de 1981, correspondiente a la clasificación de Conmebol para el Mundial 1982.